# استراتيجية الأمن القومي (ألمانيا الاتحادية)
استراتيجية الأمن القومي لجمهورية ألمانيا الاتحادية (بالألمانية: Nationale Sicherheitsstrategie der Bundesrepublik Deutschland) هي تصور شامل للأمن القومي لحكومة ألمانيا الاتحادية، وُضعت استراتيجية الأمن القومي أول مرة في 14 يونيو 2023.

## تاريخ
حتى الآن تُحدد أسس سياسات الأمن والدفاع الألمانية فيما يسمى الكتاب الأبيض، والذي يصاغ تحت رعاية وزارة الدفاع، وصدر آخر مرة في 2016. أما استراتيجية الأمن القومي فتسعى إلى أن اتباع نهج يشمل عدة وزارات. أوكل إلى وزارة الخارجية مسؤولية القيادة في وضع استراتيجية الأمن القومي. نوقش أيضًا تأسيس مجلس للأمن القومي، ظل ذلك اقتراحًا فقط.
وضع استراتيجية للأمن القومي كان من ضمن اتفاق ائتلاف حكومة شولتس. وحددت السنة الأولى للحكومة لإصدار أولي للاستراتيجية. لكن تعذر إصدار الاستراتيجية قبل هذا التاريخ بسبب الخلافات في الرأي بين أطراف الائتلاف الحاكم.